# Transwede Airways
Transwede Airways – nieistniejąca szwedzka czarterowa linia lotnicza z siedzibą w Göteborgu. Głównym węzłem był Port lotniczy Göteborg-Landvetter.